# 施氏海龍
施氏海龍（学名：Syngnathus schmidti），為輻鰭魚綱棘背魚目海龍魚科的其中一種，分布於黑海及亞速海海域，棲息深度可達100公尺，體長可達11公分，棲息在海草床。